# Nepal en los Juegos Olímpicos de Sídney 2000
Nepal estuvo representado en los Juegos Olímpicos de Sídney 2000 por cinco deportistas, dos hombres y tres mujeres, que compitieron en tres deportes.
El portador de la bandera en la ceremonia de apertura fue el nadador Chitra Bahadur Gurung. El equipo olímpico nepalí no obtuvo ninguna medalla en estos Juegos.